# 집찾기
집찾기(やどさがし)는 일본에서 제작된 미야자키 하야오 감독의 2006년 애니메이션 영화이다. 스튜디오 지브리에서 제작되었다. 이 단편 영화는 2006년 1월 3일 개봉되었으며 일본 미타카시 미타카의 숲 지브리 미술관의 새턴극장에서만 상영된다. 12분 길이이다.